# Agrostis pourrehi
Agrostis pourrehi é uma espécie de gramínea do gênero Agrostis, pertencente à família Poaceae.